# Peucedanum gallicum
Peucédan de France, Peucédan de Paris
Espèce
Synonymes
- Peucedanum gallicum f. comosum Merino[2]
- Peucedanum gallicum var. majus Merino[2]
- Peucedanum gallicum var. rodriguezii Merino[2]
- Peucedanum latourrettii Cusson. ex Steud.[2]
- Peucedanum narbonense Bubani, 1899[3]
- Peucedanum officinale Thuill. (synonyme ambigu)[2]
- Peucedanum parisiense DC., 1805 (synonyme ambigu)[3],[2]
- Peucedanum refractum Vill.[2]
- Peucedanum refractum Vill. ex Spreng., 1813[3],[2]

Peucedanum gallicum, de noms communs Peucédan de France ou Peucédan de Paris, est une espèce de plantes à fleurs de la famille des Apiaceae. C'est une plante vivace endémique d'Europe (France et péninsule Ibérique).

## Description

### Appareil végétatif
C'est une plante vivace de 60 à 100 cm de hauteur, à tige droite, striée, pleine, et à tige souterraine courte. Les feuilles inférieures 4 fois complètement divisées en trois segments étroits et allongés, aigus et raides ; les divisions primaires sont longuement pétiolulées.

### Appareil reproducteur
Les fleurs sont blanches, parfois rosées, regroupées en ombelles de 10 à 20 rayons inégaux et striés. L'involucre est discret, caduc, comprenant 2 à 6 bractées. Les involucelles sont chacun de 4 à 8 bractées étroites. Les styles sont plus longs que le disque saillant sur lequel ils sont insérés. Le fruit est un méricarpe mûr elliptique, de petite taille, environ de la longueur du rayon de l'ombellule. La floraison se déroule de juillet à septembre.

### Confusions possibles
Cette espèce peut être confondue avec de nombreuses ombellifères. L'étude précise des fruits mûrs permet de la différencier.

## Habitat et écologie
Hémicryptophyte, l'espèce pousse dans les sous-bois, les prés secs, les landes à bruyères ; de préférence sur sol siliceux et jusqu'à 1 100 m d'altitude.

## Répartition
C'est une espèce endémique d'Europe. On la trouve en France et dans la péninsule Ibérique (Portugal, Espagne). Elle est présente dans une grande partie de la France : dans la partie ouest du pays, dans le Centre, en région parisienne, Auvergne, dans le Lyonnais et en Champagne. 

## Utilisations
La tige souterraine et les racines sont utilisées dans la médecine traditionnelle.

## Menaces et conservation
Les populations de cette espèce semblent assez stables. Cependant, elle a pu régresser localement sur sa limite d'aire de répartition. Il n'y a pas de menaces particulières sur cette espèce à court terme ; cependant, ce Peucédan ayant une aire de répartition très limitée, une régression de ses populations pourrait avoir des conséquences importantes pour la pérennité de l'espèce. 
Elle est classée en « danger critique d'extinction » (EN) en Bretagne et en Haute-Normandie.